# Allostichaster palmula
Allostichaster palmula är en sjöstjärneart som beskrevs av Benavides-Serrato och O'Loughlin 2007. Allostichaster palmula ingår i släktet Allostichaster och familjen trollsjöstjärnor. Inga underarter finns listade i Catalogue of Life.